# CA Independiente

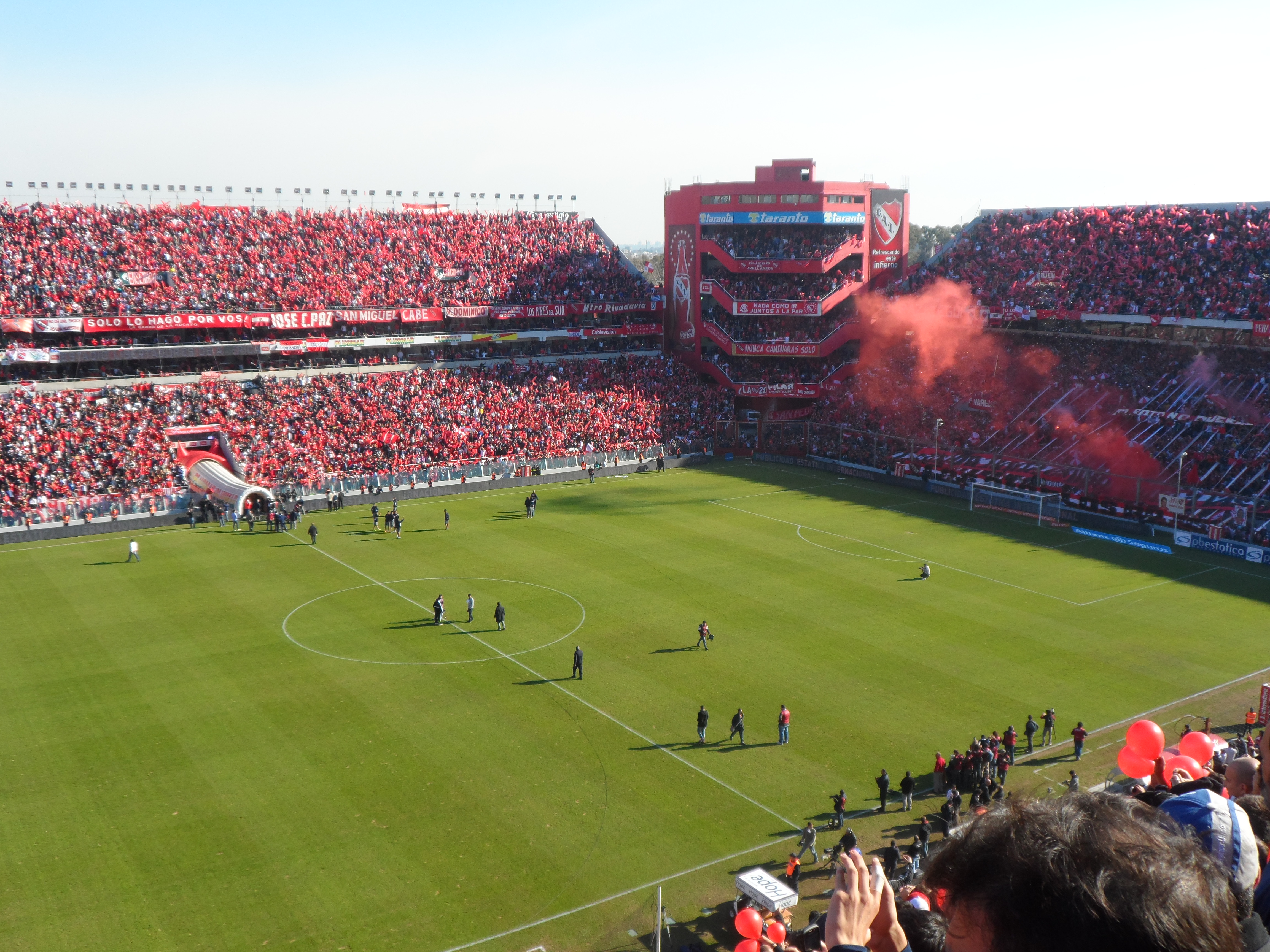

Club Atlético Independiente is een Argentijnse voetbalclub uit Avellaneda, in de regio Groot-Buenos Aires en wordt beschouwd als een van de Grote Vijf van Argentinië. De club werd opgericht op 1 januari 1905. Independiente won in de clubhistorie zestien Argentijnse landstitels en wordt hiermee alleen overtroffen door River Plate en Boca Juniors. Bovendien won Independiente zeven keer de CONMEBOL Libertadores, waarmee het recordhouder is. Van 1972 tot 1975 was de Argentijnse club ieder jaar de sterkste van Zuid-Amerika en verloor het nog nooit een gespeelde finale van dit hoofdtoernooi. De eeuwige rivaal van Independiente is stadsgenoot Racing Club de Avellaneda.

## Geschiedenis

### Begindagen
In 1904 stichtten werknemers van een winkel in de wijk Montserrat van de hoofdstad Buenos Aires de voetbalclub Maipu FC. Veel jonge werknemers mochten enkel naar de wedstrijden kijken en niet zelf meespelen. Hierop richtten zij een nieuwe club op Independiente, wat Spaans is voor onafhankelijkheid en waarmee ze hun zelfstandigheid ten opzichte van Maipu FC wilden bewijzen.

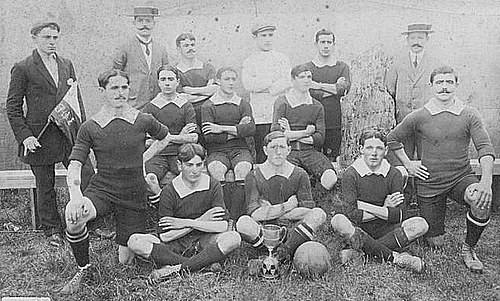
Independiente in 1909.

Op zondag 1 januari 1905 werd de club officieel opgericht. De eerste wedstrijd werd op 15 januari gespeeld tegen CA Atlanta, waar ze met 1-0 verloren. Een week later eindigde de wedstrijd tegen Maipú Banfield FC op een scoreloos gelijkspel. De eerste overwinning vierde de club pas op 7 mei 1905 in een 11-0 tegen Albion. De club sloot zich aan bij de Argentijnse voetbalbond en speelde met elftallen in de tweede en derde divisie. Het elftal in de derde divisie kreeg een catastrofale 21-0 om de oren van Atlanta. Nadat de club verschillende terreinen bespeelde verhuisde ze in 1907 definitief naar Avellaneda. De eerste Clásico de Avellaneda in een rij van vele werd op 9 juni 1907 gespeeld. Hoewel de supporters van Racing een grote overwinning van hun team voorspelden versloeg Independiente de club met 3-2.
Op 10 mei 1908 speelde de club voor het eerst in de intussen bekende rode uitrusting in een wedstrijd tegen CA Banfield die de club glansrijk won met 9-2. De rode clubkleur werd gekozen omdat sommige van de oprichters aanhangers waren van de socialistische beweging. De originele uitrusting was half blauw-half wit en een blauwe short. Een andere uitleg die gegeven wordt aan de rode clubkleur is dat de voorzitter in 1907 de rode outfit zag bij Nottingham Forest FC. Hij vond dat ze eruitzagen als rode duivels, wat later ook de bijnaam van de club zou worden. De originele blauw-witte uitrusting wordt nog steeds gebruikt als tweede uitrusting.
In 1909 won de club de Copa Bullrich, de eerste trofee voor de club. In 1912 speelde de club voor het eerst in de Primera División. De club zou het hier 101 opeenvolgende jaren uithouden. De eerste jaren was de club voornamelijk een middenmoter. Het duurde tot 1922 vooraleer ze voor het eerst landskampioen werden. Vier jaar later deden ze dit nog eens over toen ze ongeslagen kampioen werden. Tijdens dit seizoen kregen ze hun bijnaam Rode Duivels. Op 4 maart 1928 ging de club in zijn zevende thuisbasis spelen, wat nog steeds de thuisbasis is van de club tot op heden. Het stadion was nog maar het tweede in de wereld dat in beton gemaakt was om zo brand te voorkomen.

### Profclub

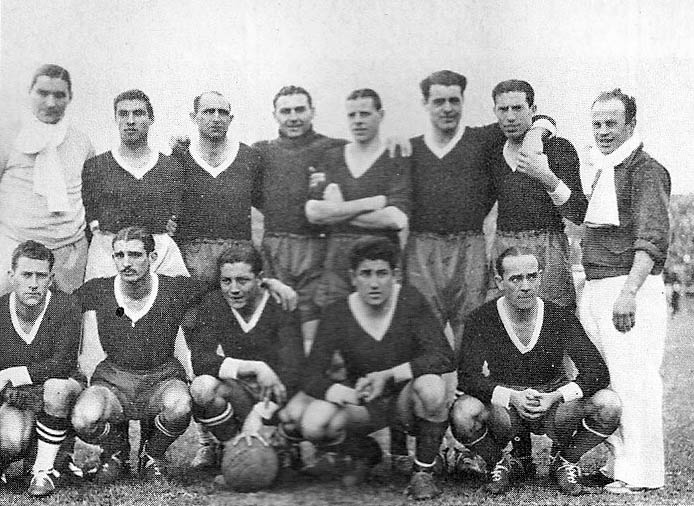
Elftal van Independiente dat kampioen werd in 1938

In 1931 werd het profvoetbal ingevoerd in Argentinië. De eerste profmatch eindigde op 1-1 tegen Argentinos Juniors. De eerste overwinning was een 3-1 tegen CA Huracán. De eerste Clásico tegen Racing eindigde dat jaar op 7-4 voor Racing. Na een zesde plaats in het eerste seizoen eindigde de club het jaar erop samen met CA River Plate bovenaan de rangschikking, maar verloor de finale om de titel met 3:0. Twee jaar later kwam de club weer dicht bij de titel maar moest toen Boca Juniors voor laten gaan met één punt. Ook de volgende jaren eindigde de club goed in de club steeds in de top vier.
In 1937 arriveerde Vicente de la Mata bij de club, hij zou een van de meest bekende spelers van de club worden. Met zijn hulp werd de club kampioen in 1938 en 1939. In deze tijd speelde ook de Paraguayaan Arsenio Erico bij de club. Met een gemiddelde van 40 goals per seizoen en 295 in Argentijnse competitiewedstrijden is hij de recordtopschutter aller tijden in Argentinië. Het duurde wel tot 1948 vooraleer de club opnieuw een landstitel kon winnen. In de jaren veertig behaalde de club wel de hoogste zege in de derby van Avellaneda met een 7-0 overwinning op Racing. Eind jaren veertig maakte Ernesto Grillo zijn debuut bij de club, ook hij zou uitgroeien tot een ster. De club belandde weer in de betere middenmoot. In 1953 ging Independiente op Europese tour en versloeg hierbij onder andere het Real Madrid van Alfredo Di Stéfano met 6-0. Een jaar later kon de club nog eens vicekampioen worden in de competitie, maar een nieuwe titel bleef uit tot 1960. Voor het eerst mocht de club nu internationale wedstrijden spelen in de Copa Libertadores, maar werd al snel uitgeschakeld tegen het Braziliaanse SE Palmeiras.

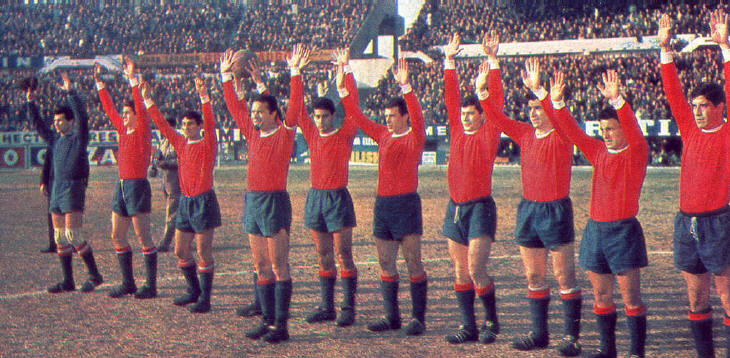
Het elftal dat in 1965 voor de tweede keer op rij de Copa Libertadores won.

Na een nieuwe titel in 1963 ging het in de Copa Libertadores 1964 beter. De club werd groepswinnaar en na Santos FC verslagen te hebben plaatste de club zich voor de finale tegen het Uruguayaanse Nacional en won deze met 0-1. Het was het eerste Argentijnse team dat deze titel binnen haalde. Als titelverdediger mocht de club het seizoen erop ook deelnemen en kreeg zelfs al een plaats in de halve finale, waar ze geloot werden tegen de Argentijnse kampioen Boca Juniors. Na deze club verslagen te hebben verlengde Independiente de titel door in de finale ook CA Peñarol opzij te zetten. In de intercontinentale beker verloor de club twee keer op rij van Inter Milaan.
De jaren zeventig waren een succesperiode voor de club met verschillende nationale en internationale successen. De club won van 1972 tot 1975 vier keer op rij de Copa Libertadores. In de intercontinentale beker had de club minder succes en kon enkel in 1973 de wereldtitel binnen halen tegen Juventus FC. Wel werd de Copa Interamericana in deze tijd drie keer op rij gewonnen. Sterspelers in deze tijd waren Ricardo Bochini en Daniel Bertoni.
In het Nacional seizoen van 1977 speelde de club een memorabele wedstrijd op 25 januari 1978 tegen Talleres de Córdoba in de finale om de titel. Thuis werd het 1-1 en de terugwedstrijd vond plaats in Córdoba waar het vijftien minuten voor tijd ook 1-1 stond. Toen scoorde Talleres een controversiële goal waarop de spelers van Independiente hevig protesteerden. De scheidsrechter gaf zelfs drie rode kaarten aan de spelers van Independiente. Er waren nog maar acht spelers en enkele minuten te spelen, maar dankzij een assist van Bertoni en een goal van Bochini kwam de club toch nog gelijk en kreeg de titel toegewezen vanwege uitdoelpuntregel.
In 1983 werd de club weer kampioen en kon het jaar erop voor de zevende keer de Copa Libertadores winnen, geen enkele andere club deed ooit beter. Na een overwinning op Liverpool FC werd de club ook voor de tweede keer wereldkampioen. De jaren tachtig werden in schoonheid afgesloten met een veertiende titel.
De jaren negentig begonnen met het pensioen van Ricardo Bocchini. Hij speelde zijn hele profcarrière bij de club en beleefde het gouden tijdperk mee. Het succes van de club begon langzaam te tanen. Na nog een titel in 1994 en drie internationale bekers bleef het stil tot 2002 toen de club zijn voorlopig laatste titel won. De club kreeg al sinds eind jaren negentig te kampen met financiële problemen en in 2006 keken ze aan tegen een schuldenberg van 26 miljoen dollar. Sterspeler Sergio Agüero werd verkocht aan Atlético Madrid om de schuldenberg enigszins kleiner te maken. De volgende jaren werd de club een middenmoter en bleef tegen financiële problemen aankijken. In 2013 kon de degradatie niet langer afgewend worden en voor het eerst in het bestaan van de club degradeerde Independiente uit de hoogste klasse.
In de tweede klasse eindigde de club op een gedeelde derde plaats met Huracán. Deze club had een iets beter doelsaldo maar om de derde promovendus aan te duiden werd een play-off gespeeld. Independiente won deze en promoveerde na één seizoen terug naar de elite.

## Erelijst
- Primera División: 16x

1922 AAm, 1926, 1938, 1939, 1948, 1960, 1963, 1967 Nacional, 1970 Metropolitano, 1971 Metropolitano, 1977 Nacional, 1978 Nacional, 1983 Metropolitano, 1989, 1994 Clausura, 2002 Apertura
- Copa Ibarguren: 2x

1938, 1939
- Copa Adrián C. Escobar: 1x

1939
- Copa de Competencia La Nación: 1x

1914
- Copa de Competencia Jockey Club: 1x

1917
- Copa de Honor Municipalidad de Buenos Aires: 1x

1918
- Copa de Competencia (AAmF): 3x

1924, 1925, 1926
- Copa Bullrich: 2x

1909, 1917
- CONMEBOL Libertadores: 7x

1964, 1965, 1972, 1973, 1974, 1975, 1984
- CONMEBOL Sudamericana: 2x

2010, 2017
- Supercopa Libertadores: 2x

1994, 1995
- CONMEBOL Recopa: 1x

1994
- Copa Interamericana: 3x

1973, 1974, 1975
- Wereldbeker voor clubteams: 2x

1973, 1984
- Suruga Bank Championship: 1x

2018
- Copa Aldao: 2x

1938, 1939

## Bekende (ex-)spelers
- Sergio Agüero
- Lucas Biglia
- Ricardo Bochini
- Jorge Burruchaga
- Martín Campaña
- Diego Forlán
- Nicolás Frutos
- Rubén Galván
- Gustavo López
- Hernan Losada
- Vicente de la Mata
- Gabriel Milito
- Faryd Mondragón
- Carlos Luis Morales
- Raimundo Orsi
- Mariano Pernía
- Francisco Sá
- Marcelo Saralegui
- Manuel Seoane
- Nicolás Tagliafico
- Enzo Trossero
- Albeiro Usuriaga